# Ramón Rodríguez del Solar
Pour les articles homonymes, voir Ramón Rodríguez (homonymie) et Del Solar.
Juan Ramón Rodríguez del Solar, né le 8 août 1977 à Pilcopata, dans la province de Paucartambo au Pérou, est un footballeur péruvien qui évoluait au poste d'attaquant.

## Biographie
Surnommé El Ratón (« la souris ») ou encore R.R., Ramón Rodríguez del Solar joue pour plusieurs clubs de la région de Cuzco dont il est originaire. 
C'est ainsi au Cienciano del Cusco, où il fait ses débuts professionnels le 13 août 1995 face à l'Unión Minas (victoire 3-1), qu'il obtient ses meilleurs résultats. En effet, vice-champion du Pérou à trois reprises en 2001, 2005 et 2006, il remporte la Copa Sudamericana 2003, sous les ordres de Freddy Ternero, avec deux matchs joués dans la compétition. En 2006, il dispute sa première Copa Libertadores (un seul match joué).
Il joue également au sein du Real Garcilaso et remporte la Copa Perú en 2011. L'année suivante, il devient vice-champion du Pérou et participe à sa deuxième Copa Libertadores en 2014 (six matchs, un but).
Ramón Rodríguez se distingue aussi en 2e division puisqu'il finit deux fois meilleur buteur du tournoi lors des éditions 2010 avec le Cobresol FBC (12 buts, ex aequo avec Juan Luna Custodio) et 2016 avec le Cienciano del Cusco (14 buts).
Avec plus de 150 buts marqués en près de 25 ans de carrière, il raccroche les crampons en 2020.

## Palmarès
| Cienciano del Cusco - Copa Sudamericana (1) : - Vainqueur : 2003. - Championnat du Pérou : - Vice-champion : 2001, 2005 et 2006. - Championnat du Pérou D2 : - Meilleur buteur : 2016 (14 buts). |  | Cobresol FBC - Championnat du Pérou D2 (1) : - Champion : 2010. - Meilleur buteur : 2010 (12 buts). |  | Real Garcilaso - Championnat du Pérou : - Vice-champion : 2012. - Copa Perú (1) : - Vainqueur : 2011. |